# دهستان کاینا
دهستان کاینا (به لاتین: Käina Parish) یک دهستان در استونی است که در شهرستان هیو واقع شده‌است.

## خصوصیات
دهستان کاینا ۱۸۶ کیلومترمربع مساحت و ۲٬۱۸۰ نفر جمعیت دارد.